# Tangara schrankii
Tangara schrankii là một loài chim trong họ Thraupidae.